# Marcel Thill
Marcel Thill (Sandweiler, 3 maart 1925 – Parijs, 26 oktober 1975) was een Luxemburgs kapper, kunstschilder en keramist.

## Leven en werk
Marcel Thill was een zoon van Théodore Thill, smid bij de spoorwegen, en Hélène Delfel. Hij trouwde in 1949 met Renée Layle, zij hadden een kapperszaak Chez Renée - Marcel aan de Place de Paris in het stadsdeel Gare in Luxemburg-Stad. Na een verhuizing werd in 1970 de Salon de Coiffure Thill-Layle aan de Avenue de la Gare geopend. 
Thill was als kunstenaar autodidact. Hij schilderde en maakte keramiek. In 1968 debuteerde hij met een soloexpositie van ca. 60, veelal abstracte, schilderijen in de Cercle municipal. Hij sloot zich aan bij de kunstenaarsvereniging Cercle Artistique de Luxembourg, waar hij vanaf eind jaren zestig een aantal malen deelnam aan de jaarlijkse salons. Bij de opening van zijn expositie in Galerie Louvigny (1971), ontving hij de onderscheiding als ridder in de Ordre du Mérite et Dévouement français en het Diplôme "Midi chante" van de Académie du Languedoc. Drie jaar later ontving hij het officierskruis in dezelfde orde. Op zijn ziekbed bedacht hij een tentoonstelling, die in 1977 als rétrospectief in Galerie Wierschem werd gehouden.
Marcel Thill overleed op 50-jarige leeftijd. Dochter Marie-Pierre Trauden-Thill volgde in zijn artistieke voetsporen.
- Musée national d'archéologie, d'histoire et d'art: lkl007416